# آلفين وليامز
آلفين وليامز (بالإنجليزية: Alvin Williams)‏ هو لاعب كرة قدم أمريكية أمريكي، ولد في 17 يناير 1965.

## وصلات خارجية
- آلفين وليامز على موقع JustSportsStats.com (الإنجليزية)